# Hybristica
 (septembre 2024).
L'hybristica est une fête solennelle chez les Grecs de l'ancienne Argos (comportant sacrifices et autres cérémonies), au cours de laquelle hommes et femmes échangeaient leurs vêtements pour honorer la déesse Aphrodite. L'Hybristica était célébrée à Argos, à la nouvelle lune du mois appelé par les Argiens "Herméas". Les femmes, habillées en hommes, insultaient leurs maris et les traitaient avec toutes les marques d'infériorité, en mémoire de la défense argienne de leur pays (faite donc par les femmes) sous la conduite de Télésilla, contre Cléomène Ier et Démarate à la tête de l'armée spartiate.
Plutarque observe que le mot hybristica signifie infamie, et ajoute que l'occasion convenait bien : les femmes se pavanaient en manteaux, tandis que les hommes se baladaient en jupons.